# 內命婦

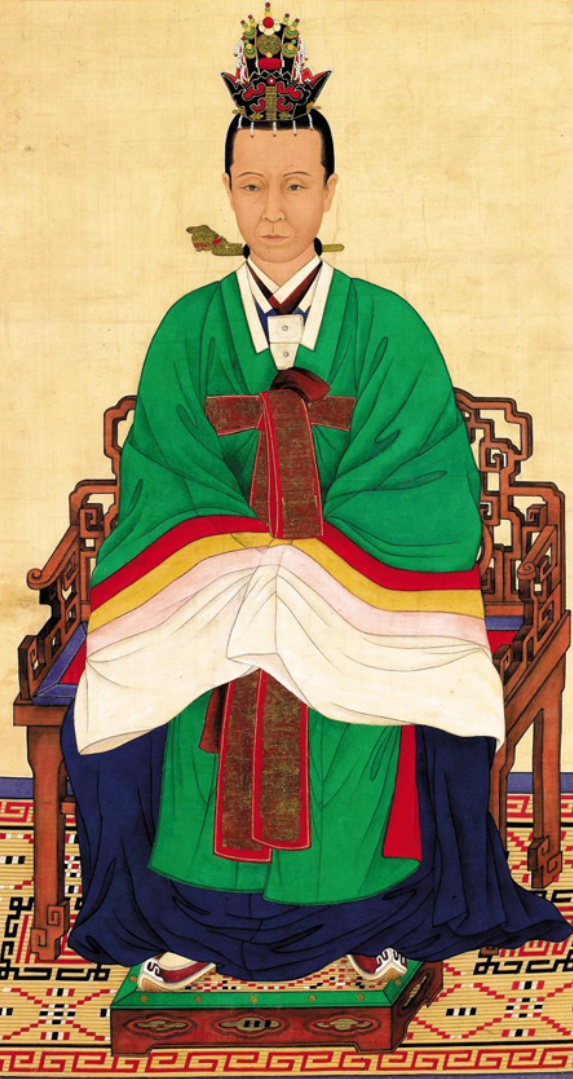
朝鮮王朝的內命婦

內命婦是指東亞古代命婦的一類，中國、越南的內命婦包括太皇太后、皇太后、皇后、正式冊封的妃嬪、未婚皇女、皇太子妻妾（太子妃、良娣等）和未婚女兒、親王妃及親王之妾和未婚女兒、從五品或以上宮廷女官等，歷代制度稍有差異。朝鮮王朝則包括大王大妃、王大妃、王妃、嬪御、未婚王女、女官等。日本的內命婦則包括從五位或以上的后妃和女官。她們有一定的品秩。